# فرودگاه صحرایی بودمین
فرودگاه صحرایی بودمین (به انگلیسی: Bodmin Airfield) یک فرودگاه خصوصی است که یک باند فرود چمن دارد و طول باند آن ۴۸۰ متر است. این فرودگاه در کشور انگلستان قرار دارد و در ارتفاع ۱۹۸ متری از سطح دریا واقع شده‌است.